# Starport: Galactic Empires
Starport: Galactic Empires je MMORPG hra, v níž hráč jako kapitán kosmické lodi soupeří s dalšími hráči, vytváří aliance, zakládá korporace, objevuje a kolonizuje nebo dobývá planety, opevňuje je, obchoduje se surovinami a plní různé mise. Dle činů dostává kapitán hodnocení buď kladné, nebo záporné, což předurčuje jeho kariéru představitele spravedlnosti nebo piráta. Na serverech jsou hry v délce trvání od 4 hodin do několika let. Hra je dostupná zdarma.

## O co ve hře jde
Ve hře si hráč nejprve vytvoří nový účet a nového hrdinu, se kterým se přihlásí na nějaký server. Zde začínáte se základním typem vesmírné lodi a 10 000 $. Další peníze můžete vydělávat například nakupováním a prodáváním surovin, nebo taxikařením. Pohybujete se po galaxii a získáváte zkušenosti a reputaci. Když nabudete určitého jmění, můžete pomýšlet na kolonizování neosídlených planet, tyto kolonie opevnit laserovými kanóny a nechat je vydělávat.